# Bessuéjouls
Bessuéjouls é uma comuna francesa na região administrativa de Occitânia, no departamento de Aveyron. Estende-se por uma área de 11,29 km². Em 2010 a comuna tinha 219 habitantes (densidade: 19,4 hab./km²).